# Espadarana audax
Espadarana audax es una especie  de anfibio anuro de la familia de las ranas de cristal (Centrolenidae). 
Se encuentra en Colombia, Ecuador y Perú, donde habita cerca de arroyos en bosques nublados entre los 1300 y los 1900 m, en la vertiente oriental andina. Se encuentra amenazada de extinción por la pérdida de su hábitat natural.